# خبازة هسبانية
الخبازة الهسبانية (الاسم العلمي:Malva hispanica) هي نوع نباتي يتبع جنس الخبازة من الفصيلة الخبازية.  